# Prosopistoma crassi
Prosopistoma crassi is een haft uit de familie Prosopistomatidae. De wetenschappelijke naam van de soort is voor het eerst geldig gepubliceerd in 1954 door Gillies.
De soort komt voor in het Afrotropisch gebied.